# Saint-Rimay
Saint-Rimay è un comune francese di 295 abitanti situato nel dipartimento del Loir-et-Cher nella regione del Centro-Valle della Loira.

## Società

### Evoluzione demografica
Abitanti censiti